# Pułki artylerii Wojska Polskiego

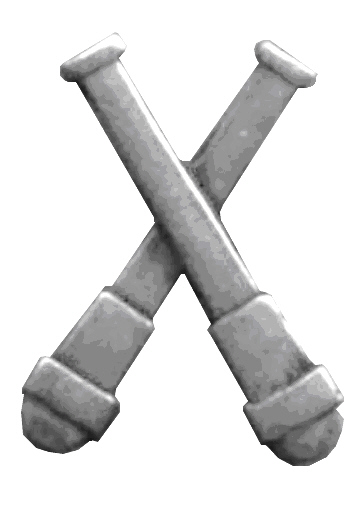
Korpusówka wojsk rakietowych i artylerii

Pułki artylerii Wojska Polskiego – spis polskich pułków artylerii: ich organizacja, geneza, podległość i przeformowania; miejsce stacjonowania.

## Pułki artylerii w okresie zaborów
- Pułk artylerii pieszej Księstwa Warszawskiego
- Pułk artylerii konnej Księstwa Warszawskiego

## Pułki artylerii Wojska Polskiego II RP

### Artyleria motorowa i przeciwlotnicza
| - 1 pułk artylerii najcięższej | - 1 pułk artylerii motorowej | - 1 pułk artylerii przeciwlotniczej |

### Artyleria ciężka

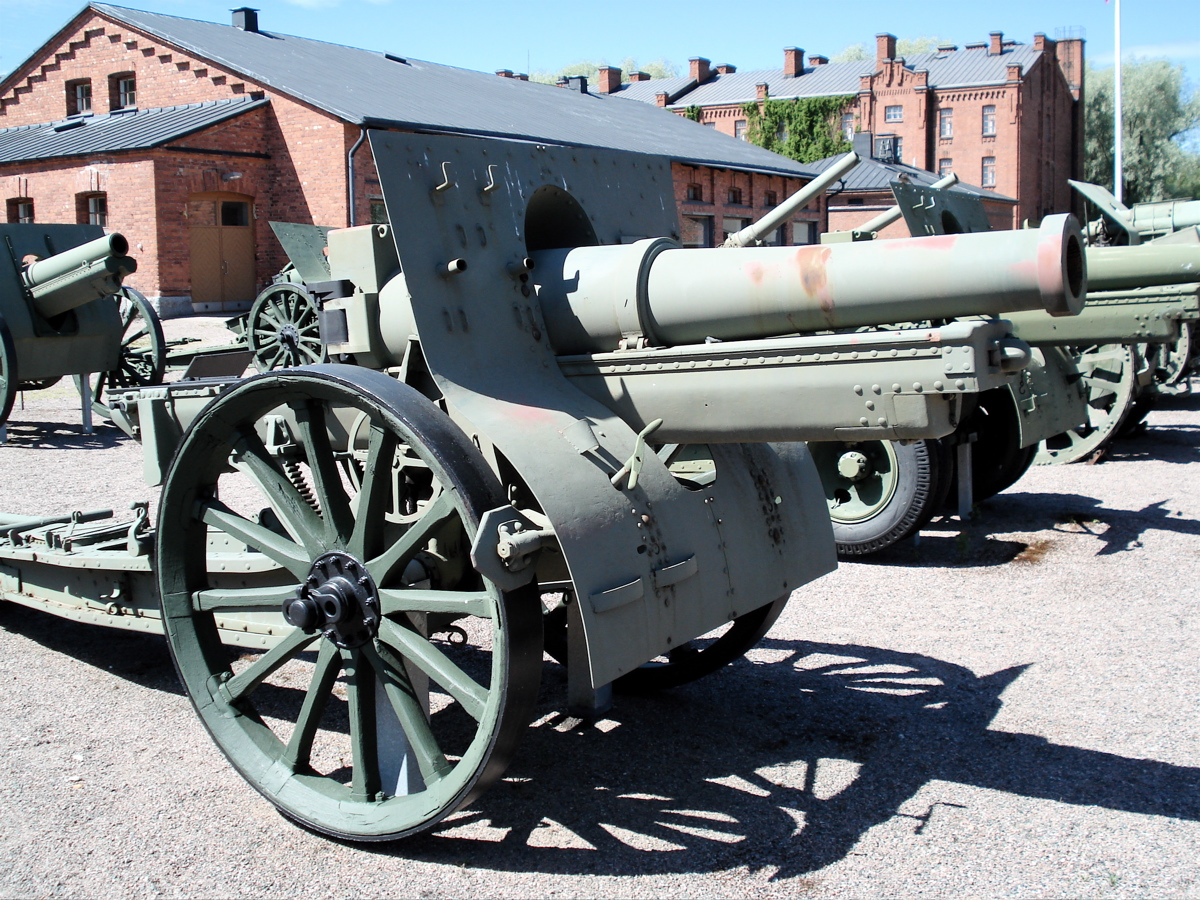
155 mm haubica wz. 17

| 1 pułk artylerii ciężkiej 2 pułk artylerii ciężkiej 3 pułk artylerii ciężkiej 4 pułk artylerii ciężkiej 5 pułk artylerii ciężkiej | 6 pułk artylerii ciężkiej 7 pułk artylerii ciężkiej 8 pułk artylerii ciężkiej 9 pułk artylerii ciężkiej 10 pułk artylerii ciężkiej |

### Artyleria lekka

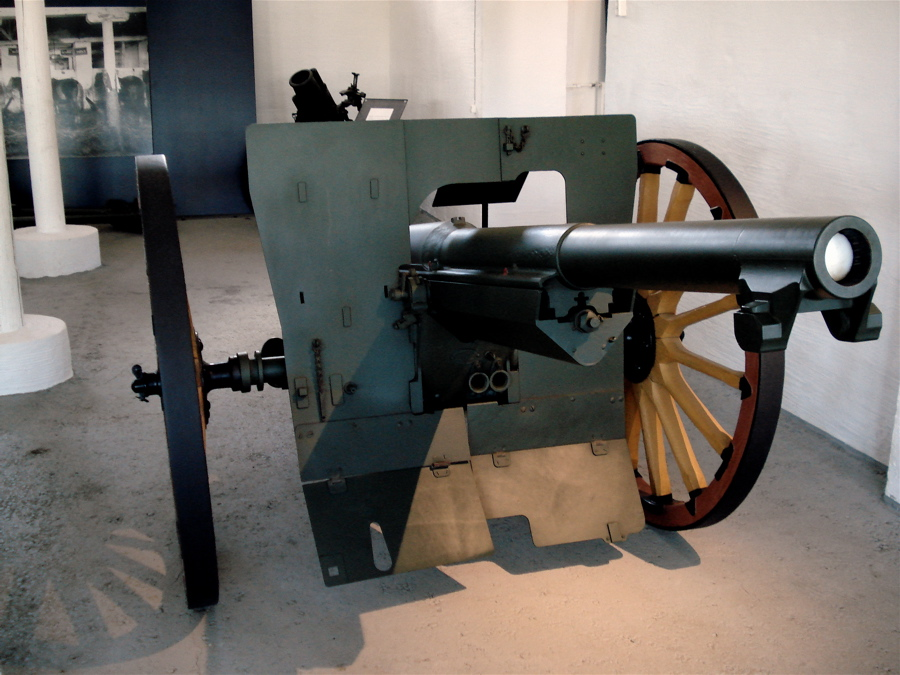
Armata 75 mm wz. 1897

| 1 pułk artylerii lekkiej Legionów 2 pułk artylerii lekkiej Legionów 3 pułk artylerii lekkiej Legionów 4 pułk artylerii lekkiej 5 pułk artylerii lekkiej 6 pułk artylerii lekkiej 7 pułk artylerii lekkiej 8 Płocki pułk artylerii lekkiej 9 pułk artylerii lekkiej 10 pułk artylerii lekkiej 11 Karpacki pułk artylerii lekkiej 12 pułk artylerii lekkiej 13 pułk artylerii lekkiej 14 Wielkopolski pułk artylerii lekkiej 15 Wielkopolski pułk artylerii lekkiej 16 Pomorski pułk artylerii lekkiej 17 pułk artylerii lekkiej 18 pułk artylerii lekkiej 19 pułk artylerii lekkiej 20 pułk artylerii lekkiej | 21 pułk artylerii lekkiej 22 pułk artylerii lekkiej 23 pułk artylerii lekkiej 24 pułk artylerii lekkiej 25 pułk artylerii lekkiej 26 pułk artylerii lekkiej 27 pułk artylerii lekkiej 28 pułk artylerii lekkiej 29 pułk artylerii lekkiej 30 pułk artylerii lekkiej 31 pułk artylerii lekkiej 32 pułk artylerii lekkiej 33 pułk artylerii lekkiej 40 pułk artylerii lekkiej 38 pułk artylerii lekkiej 51 pułk artylerii lekkiej 54 pułk artylerii lekkiej 55 pułk artylerii lekkiej 61 pułk artylerii lekkiej 65 pułk artylerii lekkiej |

## Pułki artylerii PSZ na Zachodzie

### We Francji
- 1 Wileński pułk artylerii lekkiej – 1 Dywizja Grenadierów
- 1 Pomorski pułk artylerii ciężkiej – 1 Dywizja Grenadierów
- 2 Warszawski pułk artylerii lekkiej – 2 Dywizja Strzelców Pieszych
- 2 Modliński pułk artylerii ciężkiej – 2 Dywizja Strzelców Pieszych
- 3 pułk artylerii lekkiej – 3 Dywizja Piechoty
- 3 pułk artylerii ciężkiej – 3 Dywizja Piechoty
- 4 pułk artylerii lekkiej – 4 Dywizja Piechoty
- 4 pułk artylerii ciężkiej – 4 Dywizja Piechoty

### W PSZ w ZSRR
- 5 pułk pułk artylerii lekkiej – pułk artylerii 5 DP
- 6 pułk artylerii lekkiej – pułk artylerii 6 DP
- 7 pułk artylerii lekkiej – pułk artylerii 7 DP
- 8 pułk artylerii lekkiej – pułk artylerii 8 DP
- 9 pułk artylerii lekkiej – pułk artylerii 9 DP
- 10 pułk artylerii lekkiej – pułk artylerii 10 DP
- 7 pułk artylerii ciężkiej – pułk artylerii 7 DP
- 8 pułk artylerii ciężkiej – pułk artylerii 8 DP
- 9 pułk artylerii ciężkiej – pułk artylerii 9 DP

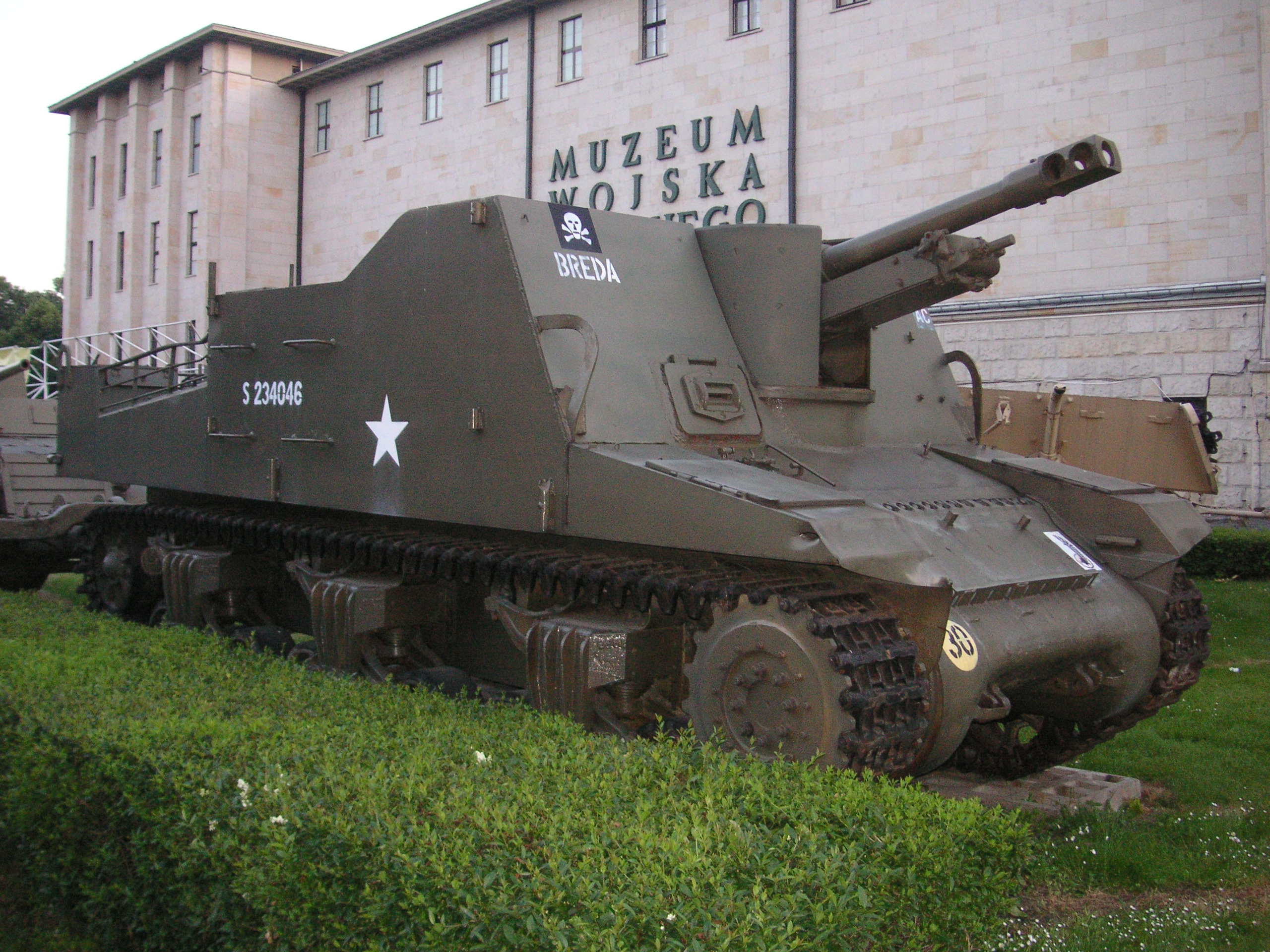
Sexton

### W Wielkiej Brytanii
- 1 pułk artylerii motorowej – 1 Dywizja Pancerna
- 2 pułk artylerii motorowej – 1 Dywizja Pancerna
- 1 pułk artylerii przeciwpancernej – 1 Dywizja Pancerna
- 3 pułk artylerii motorowej[1] – 4 Dywizja Piechoty
- 14 pułk artylerii lekkiej – 4 Dywizja Piechoty
- 15 pułk artylerii lekkiej – 4 Dywizja Piechoty
- 4 pułk artylerii przeciwpancernej – 4 Dywizja Piechoty

### We Włoszech

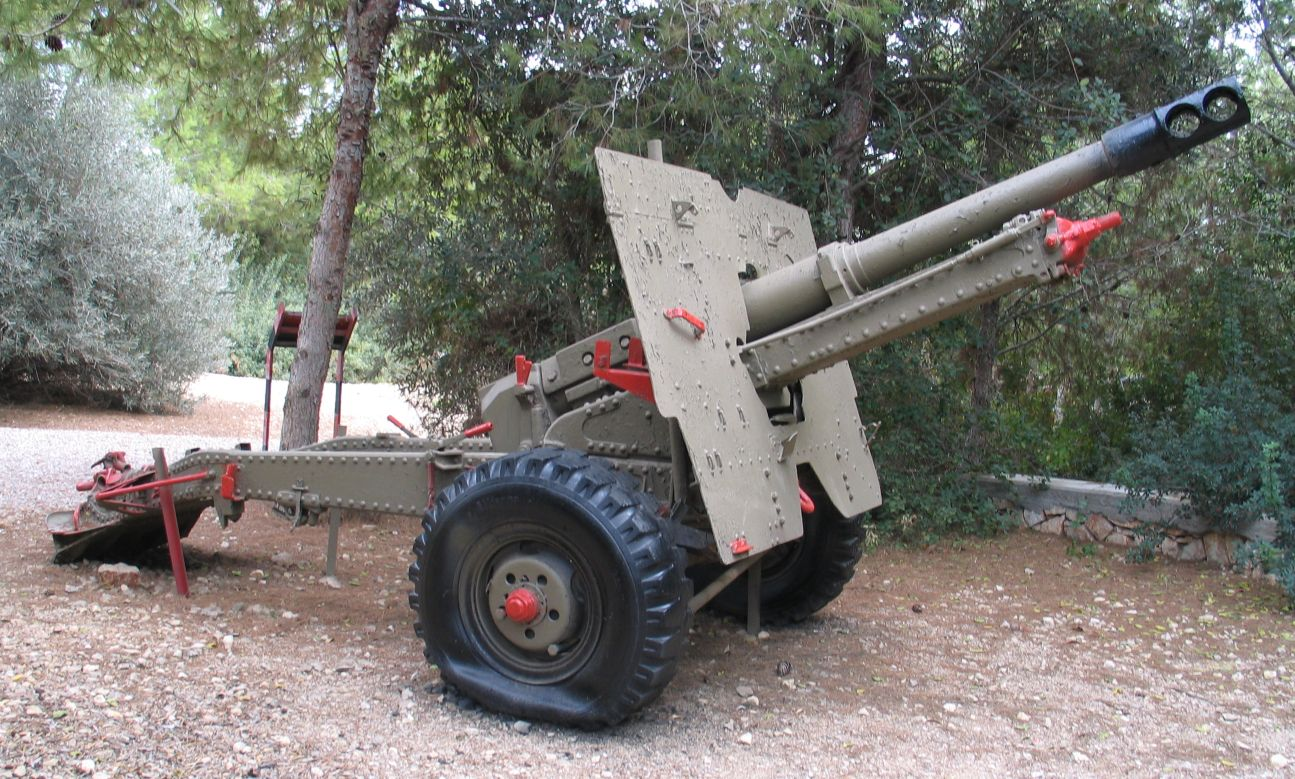
Angielska haubicoarmata 25-funtowa

- 1 Karpacki pułk artylerii lekkiej – 3 Dywizja Strzelców Karpackich
- 2 Karpacki pułk artylerii lekkiej – 3 Dywizja Strzelców Karpackich
- 3 Karpacki pułk artylerii lekkiej – 3 Dywizja Strzelców Karpackich
- 3 Karpacki Pułk Artylerii Przeciwpancernej – 3 Dywizja Strzelców Karpackich
- 4 Kresowy pułk artylerii lekkiej – 5 Kresowa Dywizja Piechoty
- 5 Wileński pułk artylerii lekkiej – 5 Kresowa Dywizja Piechoty
- 6 Lwowski pułk artylerii lekkiej – 5 Kresowa Dywizja Piechoty
- 5 Kresowy pułk artylerii przeciwpancernej – 5 Kresowa Dywizja Piechoty
- 7 pułk artylerii konnej – 2 Grupa Artylerii
- 9 pułk artylerii lekkiej – 2 Grupa Artylerii
- 10 pułk artylerii ciężkiej – 2 Grupa Artylerii
- 11 pułk artylerii ciężkiej – 2 Grupa Artylerii
- 12 pułk artylerii ciężkiej – 2 Grupa Artylerii
- 13 pułk artylerii ciężkiej – 2 Grupa Artylerii
- 7 pułk artylerii przeciwpancernej – 2 Grupa Artylerii
- 16 pułk artylerii lekkiej – 2 Warszawska Dywizja Pancerna
- 17 pułk artylerii mieszanej – 7 Dywizja Piechoty

### Na Bliskim Wschodzie i Afryce
- Karpacki pułk artylerii

## Pułki artylerii ludowego Wojska Polskiego

### Pułki moździerzy
- 1 pułk moździerzy
- 2 pułk moździerzy
- 3 pułk moździerzy
- 5 pułk moździerzy
- 8 pułk moździerzy
- 10 pułk moździerzy
- 11 pułk moździerzy

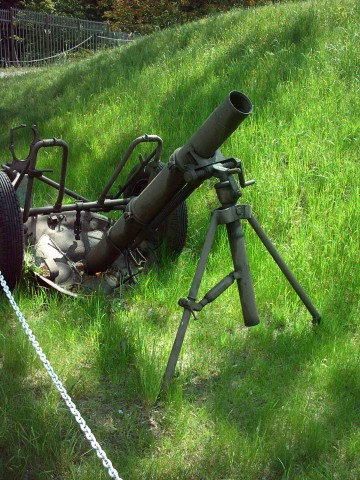
120 mm moździerz wz. 1938

- 12 pułk moździerzy – ze składu 10 DZ; stacjonował w Krotoszynie
- 14 pułk moździerzy – samodzielny; stacjonował w Ostrowie Wielkopolskim; przekształcony w 24 BM
- 15 pułk moździerzy – ze składu 8 DZ; stacjonował w Kołobrzegu
- 17 pułk moździerzy – ze składu 11 DZ; stacjonował w Żaganiu
- 18 pułk moździerzy – ze składu 19 DZ; stacjonował w Gubinie
- 19 pułk moździerzy – ze składu 16 DZ; stacjonował w Malborku
- 21 pułk moździerzy – samodzielny; stacjonował w Brodnicy; przekształcony w 27 BM
- 23 pułk moździerzy – ze składu 20 DZ; stacjonował w Starogardzie Gdańskim

### Pułki artylerii lekkiej

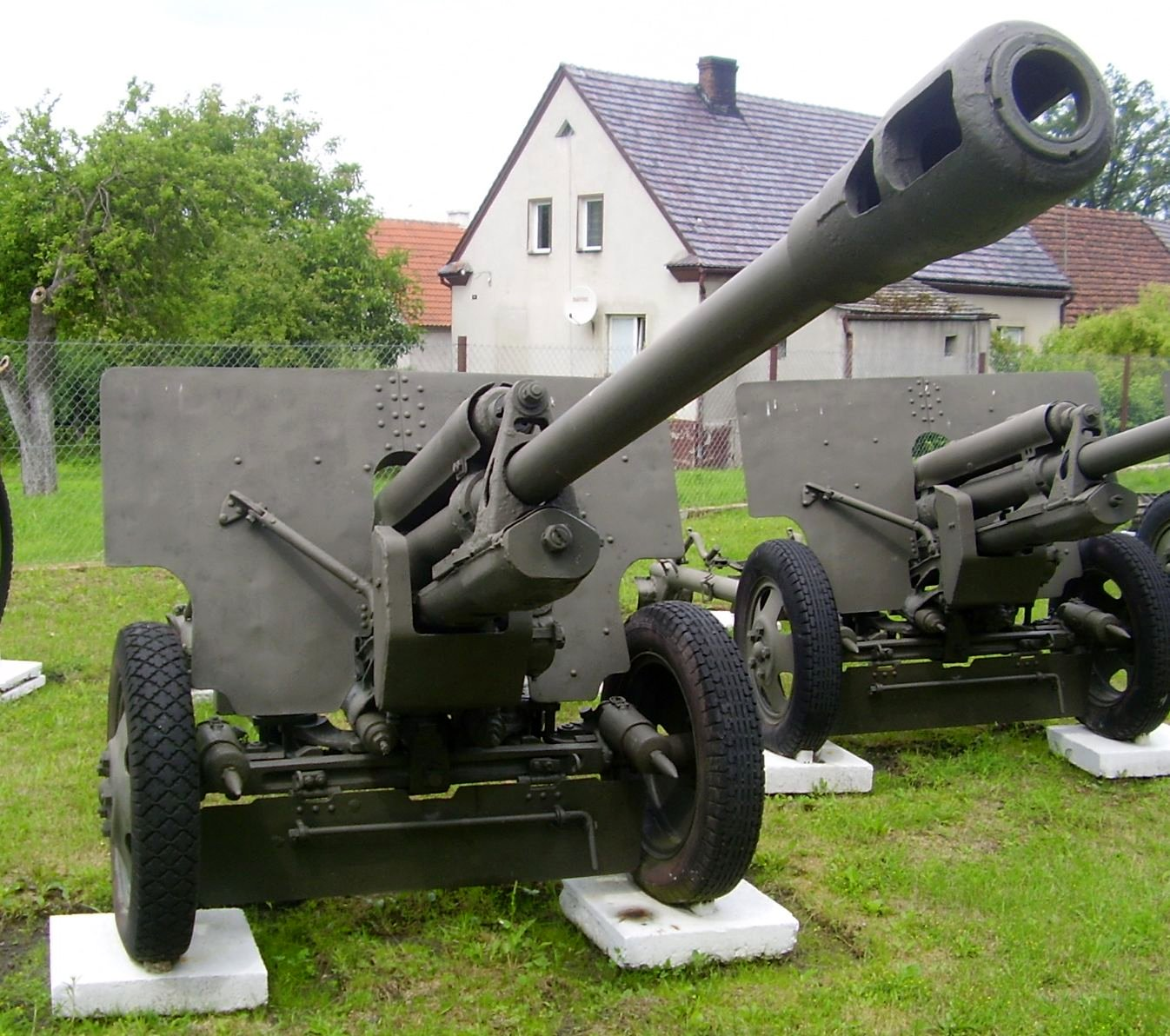
76 mm armata dywizyjna wz. 1942 (ZiS-3)

- 1 Berliński Pułk Artylerii Lekkiej
- 2 Pułk Artylerii Lekkiej
- 3 Pułk Artylerii Lekkiej
- 5 Kołobrzeski Pułk Artylerii Lekkiej
- 6 Pułk Artylerii Lekkiej
- 22 Pułk Artylerii Lekkiej
- 23 Kołobrzeski Pułk Artylerii Lekkiej
- 33 Pułk Artylerii Lekkiej
- 34 Pułk Artylerii Lekkiej
- 35 Pułk Artylerii Lekkiej
- 36 Pułk Artylerii Lekkiej
- 37 Pułk Artylerii Lekkiej – sformowany w 1944; ze składu 8 DP; stacjonował w Tarnowskich Górach; w 1956 rozwiązany. (numer i tradycje przejął 37 pah)
- 38 Pułk Artylerii Lekkiej – sformowany w 1944; ze składu 7 DP; stacjonował w Kędzierzynie-Koźlu; w 1956 przekształcony na 37 pah.
- 39 Pułk Artylerii Lekkiej – sformowany w 1944; ze składu 10 DP; stacjonował w Strzegomiu
- Budziszyński 40 Pułk Artylerii Lekkiej – sformowany w 1944; ze składu 9 DP; stacjonował w Jarosławiu
- 41 Pułk Artylerii Lekkiej – formowany w 1944 dla 12 DP; nie dokończył formowania; w 1945 sformowany dla 16 DP; przekazany 23 DP
- 42 Pułk Artylerii Lekkiej – formowany w 1944 dla 11 DP; nie dokończył formowania. Sformowany w 1945 dla 17 DP; stacjonował w Krakowie; rozwiązany w 1946
- 43 Pułk Artylerii Lekkiej – sformowany w 1944; wchodził w skład 6 Brygady Artylerii Lekkiej
- 45 Pułk Artylerii Lekkiej – sformowany w 1944; wchodził w skład 6 Brygady Artylerii Lekkiej
- 48 Pułk Artylerii Lekkiej – sformowany w 1944; wchodził w skład 6 Brygady Artylerii Lekkiej
- 54 Pułk Artylerii Lekkiej (LWP) – powstał w 1945 na bazie dywizjonu z 7 BAH; wchodził w skład 18 DP; stacjonował w Giżycku.
- 55 Pułk Artylerii Lekkiej (LWP) – powstał w 1945 na bazie dywizjonu z 7 BAH; wchodził w skład 15 DP; stacjonował w Morągu.
- 114 Pułk Artylerii Lekkiej – sformowany w 1951 dla 27 DP; stacjonował w Zgorzelcu
- 117 Pułk Artylerii Lekkiej – sformowany w 1950 dla 21 DP; stacjonował w Ostródzie
- 119 Pułk Artylerii Lekkiej – sformowany w 1951 dla 30 DP; stacjonował w Przemyślu
- 121 Pułk Artylerii Lekkiej – sformowany w 1950 dla 22 DP; stacjonował w Suwałkach
- 132 Pułk Artylerii Lekkiej – sformowany w 1950 dla 25 DP; stacjonował w Siedlcach
- 134 Pułk Artylerii Lekkiej – sformowany w 1951 dla 29 DP; stacjonował w Nowym Sączu; w 1952 podporządkowany 6 DP
- 138 Pułk Artylerii Lekkiej – sformowany w 1950 dla 24 DP; stacjonował w Łomży

### Pułki artylerii przeciwpancernej
- 4 Pułk Artylerii Przeciwpancernej

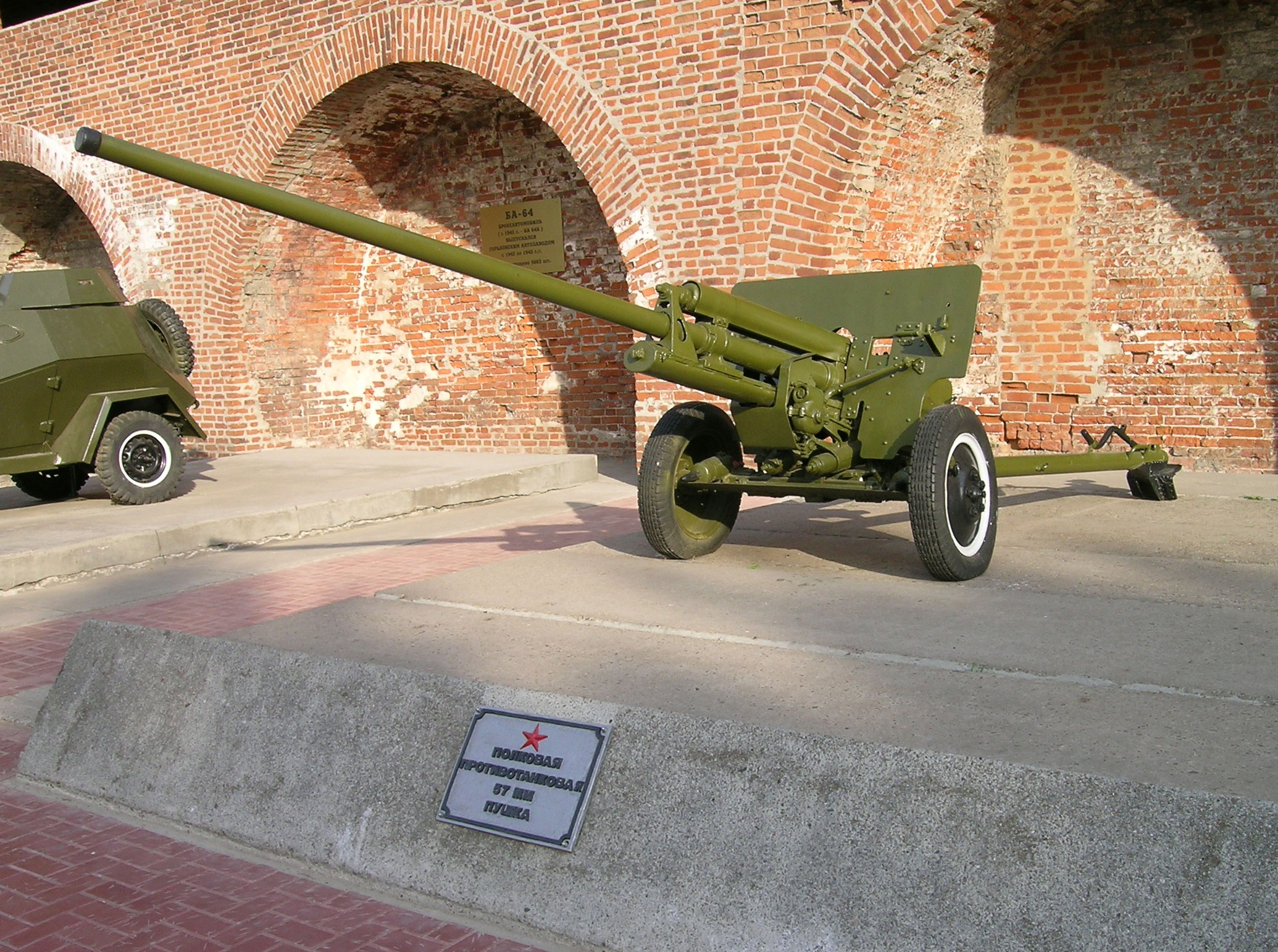
57 mm armata przeciwpancerna wz. 1943 (ZiS-2)

- 14 Sudecki Pułk Artylerii Przeciwpancernej – stacjonował w Kwidzynie
- 19 Pułk Artylerii Przeciwpancernej
- 20 Pułk Artylerii Przeciwpancernej
- 29 Pułk Artylerii Przeciwpancernej
- 30 Pułk Artylerii Przeciwpancernej
- 31 Pułk Artylerii Przeciwpancernej
- 53 Pułk Artylerii Przeciwpancernej
- 56 Pułk Artylerii Przeciwpancernej
- 58 Pułk Artylerii Przeciwpancernej
- 63 Pułk Artylerii Przeciwpancernej
- 72 Pułk Artylerii Przeciwpancernej
- 78 Pułk Artylerii Przeciwpancernej
- 91 Wejherowski Pułk Artylerii Przeciwpancernej – stacjonował w Gnieźnie
- 101 Pułk Artylerii Przeciwpancernej – ze składu 22 BAPpanc; stacjonował w Kwidzynie
- 105 Pułk Artylerii Przeciwpancernej – ze składu 22 BAPpanc; stacjonował w Prabutach (JW 1886[2])
- 106 Pułk Artylerii Przeciwpancernej – ze składu 22 BAPpanc; stacjonował w Kwidzynie (JW 2136[2])
- 110 Pułk Artylerii Przeciwpancernej – ze składu 23 BAPpanc; stacjonował w Kaliszu
- 144 Pułk Artylerii Przeciwpancernej – ze składu 23 BAPpanc; stacjonował w Jarocinie
- 155 Pułk Artylerii Przeciwpancernej – nowo formowany w składzie 47 BAPPanc (od 1957)
- 156 Pułk Artylerii Przeciwpancernej – ze składu 23 BAPpanc; stacjonował w Pleszewie
- 157 Pułk Artylerii Przeciwpancernej – nowo formowany w składzie 47 BAPPanc (od 1957)
- 158 Pułk Artylerii Przeciwpancernej – nowo formowany w składzie 47 BAPPanc (od 1957)

### Pułki artylerii haubic
- 7 Pułk Artylerii Haubic
- 8 Pułk Artylerii Haubic
- 9 Pułk Artylerii Haubic
- 10 Pułk Artylerii Haubic
- 11 Pułk Artylerii Haubic
- 12 Pułk Artylerii Haubic

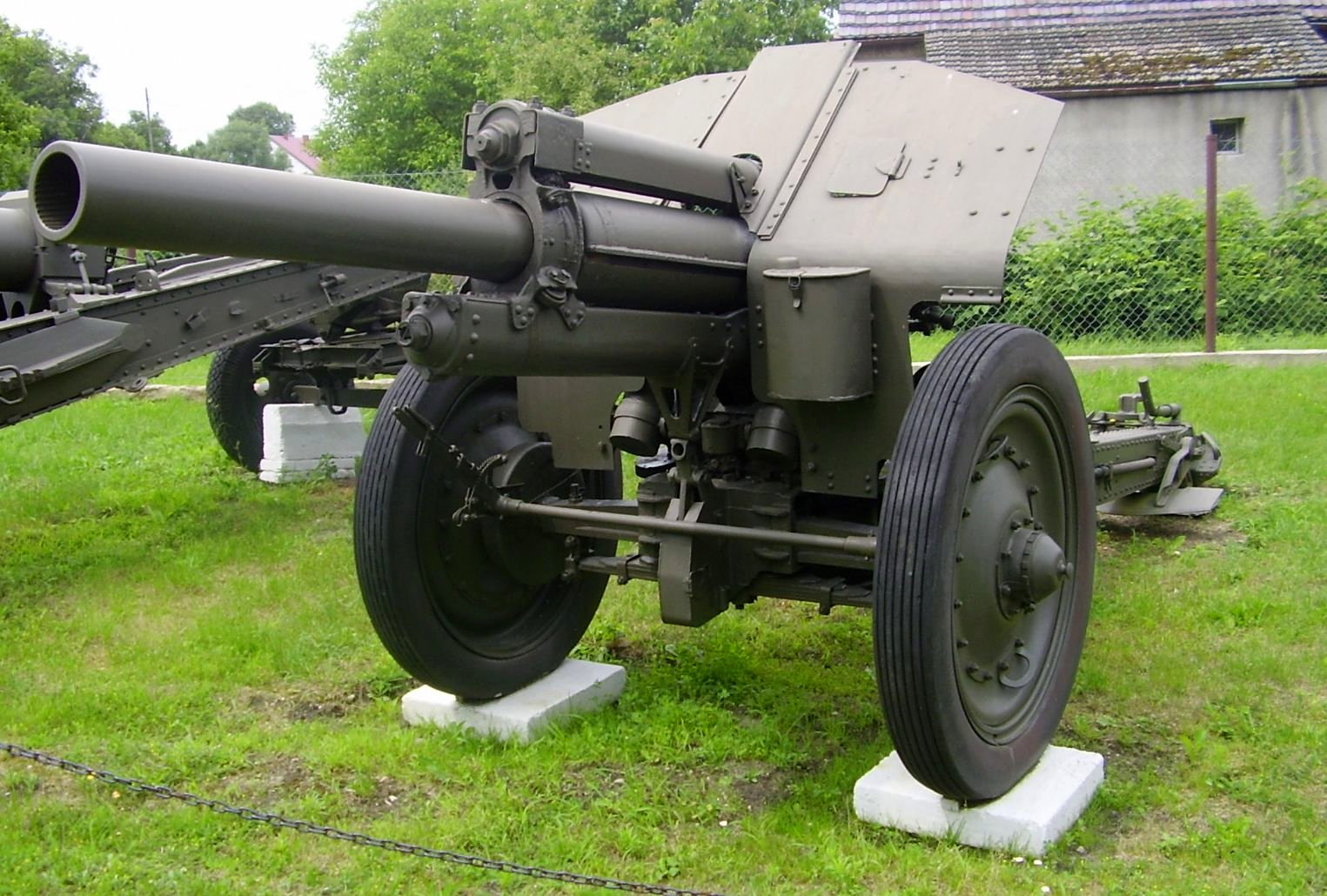
122 mm haubica wz. 1938 (M-30)

- 33 Pułk Artylerii Haubic – ze składu 11 DZ; stacjonował w Żarach
- 34 Pułk Artylerii Haubic – ze składu 8 DZ; stacjonował w Kołobrzegu
- 39 Pułk Artylerii Haubic – ze składu 10 DZ; stacjonował w Strzegomiu
- 41 Pułk Artylerii Haubic – ze składu 16 DZ; stacjonował w Gdańsku
- 44 Pułk Artylerii Haubic
- 47 Pułk Artylerii Haubic
- 50 Pułk Artylerii Haubic
- 68 Pułk Artylerii Haubic – powstał na bazie rozformowywanej 6 BAL z 2 DA
- 70 Pułk Artylerii Haubic – powstał na bazie rozformowywanej 7 BAH z 2 DA
- 73 Pułk Artylerii Haubic – powstał w 1945 na bazie rozformowywanej 2 BAH z 5 DA:; wszedł w skład 13 BA z Torunia
- 74 Pułk Artylerii Haubic – powstał w 1945 na bazie rozformowywanych pododdziałów 2 BAH i 3 BAH z 5 DA.
- 87 Pułk Artylerii Haubic – powstał w 1945 na bazie rozformowywanych pododdziałów 2 BAH i 3 BAH z 5 DA.
- 90 Pułk Artylerii Haubic – powstał w 1945 na bazie rozformowywanej 2 BAH z 5 DA.
- 103 Pułk Artylerii Haubic – powstał w 1951; wchodził w skład 6 DAP
- 105 Pułk Artylerii Haubic – powstał w 1951; wchodził w skład 6 DAP
- 108 Pułk Artylerii Haubic – powstał w 1951; wchodził w skład 6 DAP
- 109 Pułk Artylerii Haubic – powstał w 1951; wchodził w skład 6 DAP
- 113 Pułk Artylerii Haubic – ze składu 19 DZ; stacjonował w Gubinie
- 116 Pułk Artylerii Haubic – ze składu 20 DZ; stacjonował w Grupie
- 123 Pułk Artylerii Haubic – sformowany w 1951; ze składu 26 BAH
- 127 Pułk Artylerii Haubic – sformowany w 1951; ze składu 29 BAH
- 131 Pułk Artylerii Haubic – sformowany w 1951; ze składu 29 BAH
- 140 Pułk Artylerii Haubic – sformowany w 1951; ze składu 26 BAH

### Pułki artylerii ciężkiej

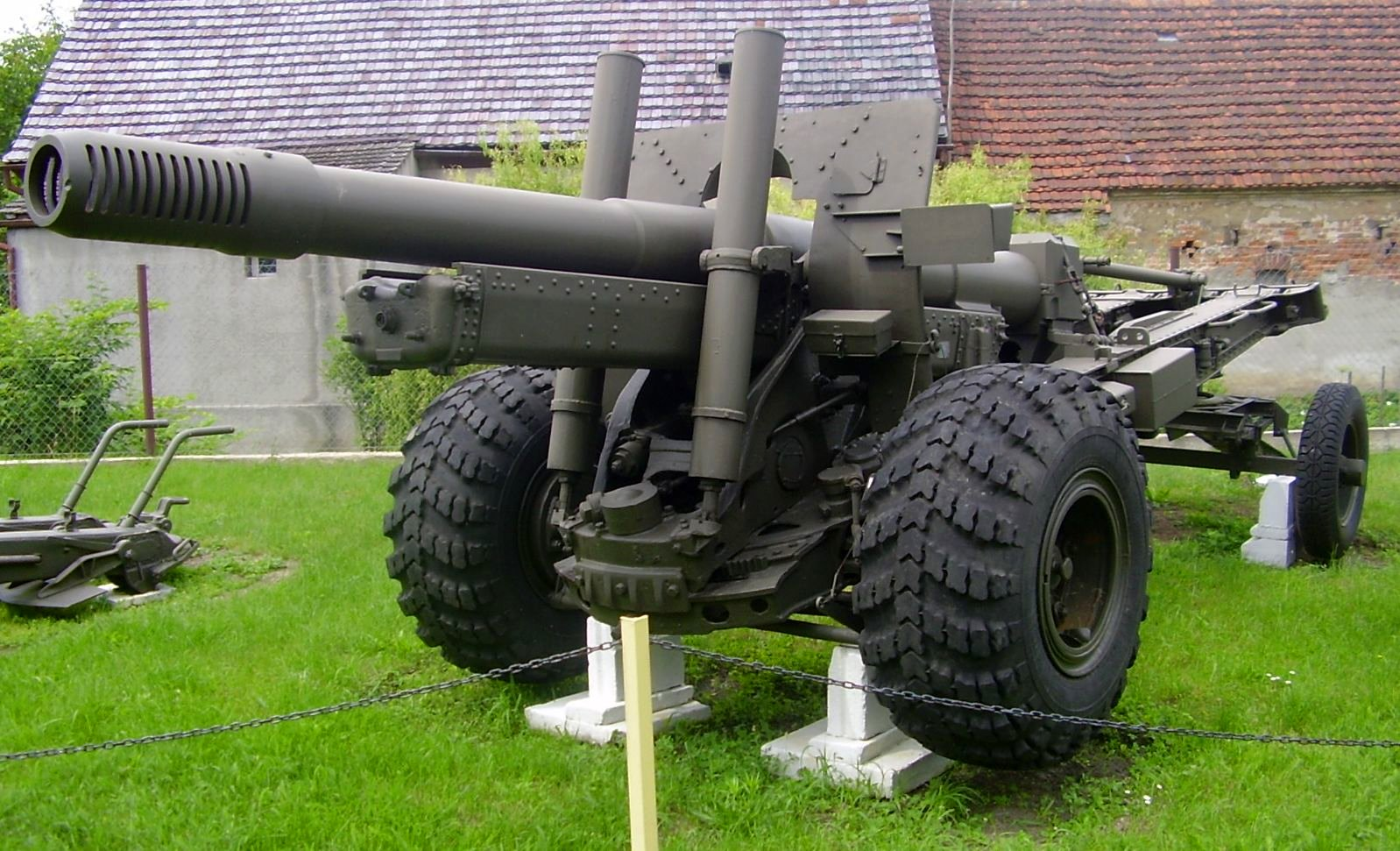
152 mm haubicoarmata wz. 1937 (MŁ-20)

- 67 Pułk Artylerii Ciężkiej – powstał na bazie rozformowywanej 8 BAC z 2 DA
- 71 Pułk Artylerii Ciężkiej – powstał w 1945 na bazie rozformowywanej 10 BAC z 5 DA; wszedł w skład 13 BA z Torunia
- 80 Pułk Artylerii Ciężkiej – powstał w 1945 na bazie rozformowywanej 5 BAC.
- 82 Pułk Artylerii Ciężkiej – powstał w 1945 na bazie jednego dywizjonu rozformowywanej 5 BAC i rozformowywanego 21 zpa.
- 85 Pułk Artylerii Ciężkiej – powstał w 1945 na bazie rozformowywanej 1 BAA.
- 112 Pułk Artylerii Ciężkiej – ze składu 2 KA; stacjonował w Głogowie
- 118 Pułk Artylerii Ciężkiej – ze składu 9 KA; stacjonował w Lublinie
- 120 Pułk Artylerii Ciężkiej – ze składu 11 KA; stacjonował w Tarnowskich Górach
- 135 Pułk Artylerii Ciężkiej – ze składu 12 KA; stacjonował w Sandomierzu
- 139 Pułk Artylerii Ciężkiej – ze składu 8 KA; stacjonował w Olsztynie
- 159 Pułk Artylerii Ciężkiej – ze składu 1 KA; stacjonował w Choszcznie

#### Pułki artylerii
- 2 pułk artylerii – Szczecin
- 3 pułk artylerii – Chełm
- 4 pułk artylerii – Kołobrzeg
- 9 pułk artylerii Olsztyn
- 16 pułk artylerii – Braniewo
- 21 zapasowy pułk artylerii
- 22 pułk artylerii – Sulechów
- 33 pułk artylerii – Żary
- 36 pułk artylerii – Budowo
- 37 pułk artylerii -Kędzierzyn-Koźle
- 39 pułk artylerii – Tarnowskie Góry
- 40 pułk artylerii – Jarosław
- 59 zapasowy pułk artylerii
- 113 pułk artylerii – Kostrzyn nad Odrą

## Pułki artylerii Sił Zbrojnych Rzeczypospolitej Polskiej

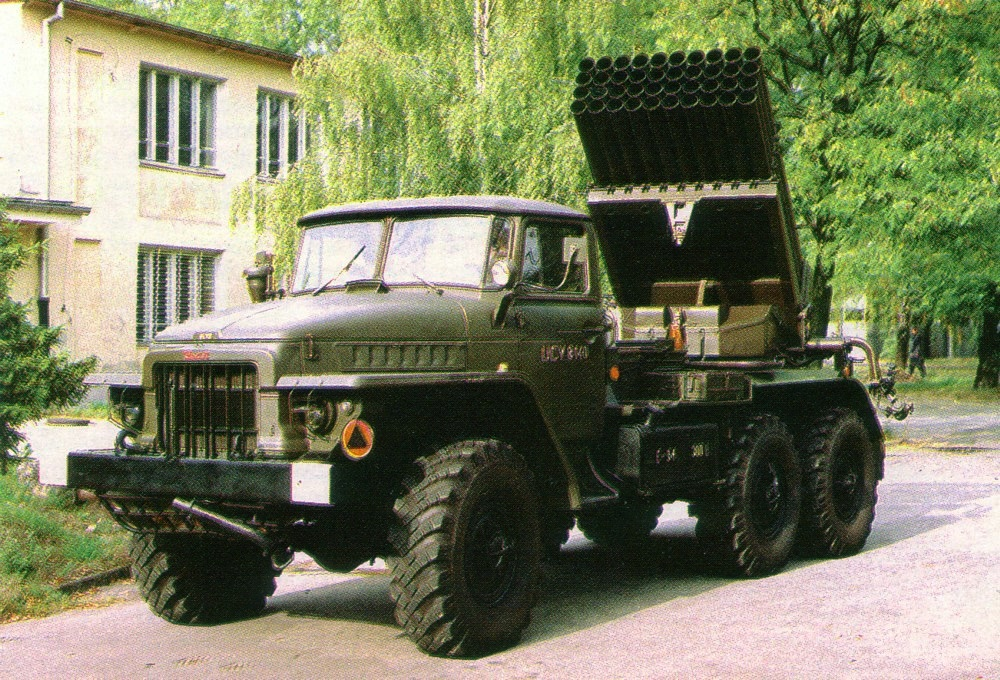
Wyrzutnia BM-21 w położeniu bojowym

### Pułki artylerii mieszanej
- 1 pułk artylerii mieszanej – Ciechanów; 1 DZ
- 2 pułk artylerii mieszanej – Szczecin; 12 DZ
- 4 pułk artylerii mieszanej – Kołobrzeg: 8 DOW
- 30 pułk artylerii mieszanej – Stargard Szczeciński; 2 PDZ
- 10 pułk artylerii mieszanej – Kędzierzyn Koźle; 10 DZ

### Pułki artylerii
- 1 Ciechanowski pułk artylerii – m.p. Ciechanów (1DZ)
- 2 pułk artylerii Legionów – m.p. Choszczno (12DZ)
- 5 Lubuski pułk artylerii – m.p. Sulechów (11DKPanc)
- 16 Pomorski pułk artylerii – m.p. Braniewo (16DZ)
- 14 pułk artylerii przeciwpancernej – m.p. Suwałki (DGRSZ)